# صالح الدسوقي
صالح الدسوقي (1200 - 1246 هـ / 1785 - 1831 م) هو فاضل، من أهل دمشق.
هو صالح بن محمد الدسوقي. توفي بمكة حاجا. قال صاحب الأعلام أنه «آخر بيت الدسوقي بدمشق، وبه انقرضوا».

## آثاره
- «ديوان خطب».
- «مولد».
- «كشف الغمة» ، رسالة ناقش بها رفيقه في الطلب ابن عابدين صاحب الحاشية.